# Itxassou
Itxassou é uma comuna francesa na região administrativa da Nova Aquitânia, no departamento dos Pirenéus Atlânticos. Estende-se por uma área de 39,08 km². Em 2010 a comuna tinha 2 250 habitantes (densidade: 57,6 hab./km²).